# Maria Jacobsen
Maria Petra Jacobsen (født 6. november 1882 i Siim; død 6. april 1960 i Byblos, Libanon) var en dansk missionær og et vigtigt vidne til det armenske folkedrab. Hendes dagbogsoptegnelser, udgivet under titlen Diaries of a Danish Missionary: Harpoot, 1907–1919, har haft en stor international  betydning for historieskrivningen af begivenhederne.
Som hjælpearbejder gjorde hun en stor indsats for hjemløse armenske børn, først i 1916-17, hvor hun skjulte og reddede flere tusinde og siden efter krigen, hvor hun vendte tilbage til Libanon og 1925 kunne åbne børnehjemmet "Fuglereden", hvor hun arbejdede til sin død.
Maria Jacobsen modtog i 1950 Den kongelige belønningsmedalje i guld.
Det Kongelige Bibliotek har hendes 963-siders dagbog og den er gjort digitalt tilgængelig.